# William Elford Leach
William Elford Leach (Plymouth, 2 febbraio 1790 – San Sebastiano Curone, 26 agosto 1836) è stato un biologo inglese.

## La vita
Leach nasce a Plymouth, figlio di un avvocato. A 12 anni frequenta la scuola di Exeter (Devon, Inghilterra), dove studia anatomia e chimica. A quell'epoca Leach collezionava già esemplari marini provenienti da Plymouth e dalle coste di Devon. All'età di 17 anni inizia a studiare medicina all'ospedale San Bartolomeo di Londra, terminando i suoi studi all'Università di Edimburgo e all'Università di Sant'Andrea.
Nel 1813 William Elford Leach torna ad interessarsi di zoologia e viene assunto come assistente bibliotecario del dipartimento di zoologia del British Museum. Si occupò di ordinare le collezioni, molte delle quali erano state trascurate sin dal momento in cui Hans Sloane le aveva portate al museo. Nel frattempo diviene assistente custode del dipartimento di storia naturale, sempre presso il British Museum. Leach diviene in questo modo esperto di crostacei e molluschi. Lavorò però anche su insetti, mammiferi e uccelli.
È morto di colera in Italia, a San Sebastiano Curone, nel 1836 all'età di 46 anni.

## Opere
- Zoological Miscellany (1814-1817)
- Monograph on the British Crabs, Lobsters, Prawns and other Crustacea with pedunculated eyes (1815-1817)
- Systematic catalogue of the Specimens of the Indigenous Mammalia and Birds that are preserved at the British Museum (1816)
- Synopsis of the Mollusca of Great Britain (1852)

| Leach è l'abbreviazione standard utilizzata per le specie animali descritte da William Elford Leach. Categoria:Taxa classificati da William Elford Leach |